# Iñaki Preciado Idoeta

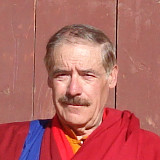
Iñaki Preciado Idoeta

Iñaki Preciado Idoeta (Madrid, 1941) is een Spaans filosoof, tibetoloog en pionier van de moderne Spaanse sinologie. Hij werd verder vooral bekend als vertaler Spaans, Chinees, Tibetaans, Russisch en Frans. Rond 2007 woonde hij in een afgelegen bön-klooster in Oost-Tibet.

## Loopbaan
Preciado behaalde zijn doctoraat in filosofie en werkte aan het begin van zijn loopbaan, van 1973 tot 1976, als tolk Chinees in de Spaanse ambassade in Peking. Dit was nog ten tijde van het China onder Mao Zedong.
Bij terugkeer naar Spanje voltooide hij de vertaling van klassieke taoïstische teksten, Chinese literatuur en poëzie. In 1983 ging hij zich ook bezighouden met het Tibetaans, de Tibetaanse cultuur en religie in Tibet en schreef hij verschillende boeken over deze onderwerpen. Daarnaast vertaalde hij veel werk van bekende schrijvers, waaronder de veertiende dalai lama Tenzin Gyatso, Laozi, Lu Xun, Milarepa, X.L. Zhang en Zhuangzi.

## Bijzonderheden
In 1979 behaalde hij de Spaanse vertaalprijs Fray Luis de León van zijn versie over Laozi.
Daarnaast was hij eind jaren 2000 raadgever tijdens de documentaire El Laberinto del Tíbet.